# Буонабітаколо
Буонабітаколо (італ. Buonabitacolo, сиц. Buonabitacolo) — муніципалітет в Італії, у регіоні Кампанія,  провінція Салерно.
Буонабітаколо розташоване на відстані близько 320 км на південний схід від Рима, 135 км на південний схід від Неаполя, 90 км на південний схід від Салерно.

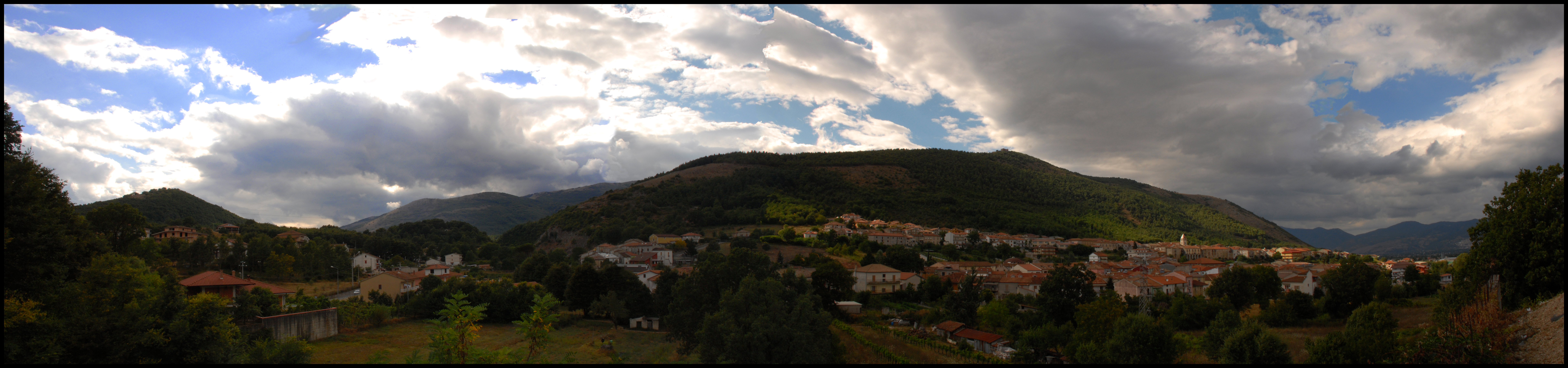

Населення — 2567 осіб (2014).
Покровитель — Sant'Elia.

## Демографія
Населення за роками:

Станом на 1 січня 2023 року в муніципалітеті офіційно проживало 88 іноземців з 14 країн, серед них 34 громадяни країн Євросоюзу та 6 громадян України.

## Сусідні муніципалітети
- Монтезано-сулла-Марчеллана
- Падула
- Санца
- Сассано